# Вакуум Казимира
Вакуум Казимира — форма физического вакуума в узких щелях и капиллярах, свойства которого отличаются от обычного физического вакуума в свободном пространстве, в частности, в вакууме Казимира фазовая скорость электромагнитных волн (света) больше скорости света в обычном вакууме (эффект Шарнхорста). Причиной данного эффекта является эффект Казимира.
Скорость волн зависит от свойств среды, в которой они распространяются. Специальная теория относительности утверждает, что разогнать массивное тело до скорости, превышающей скорость света в вакууме, невозможно. В то же время теория не постулирует какое-то конкретное значение для скорости света. Она измеряется экспериментальным путём и может различаться в зависимости от свойств вакуума. Одним из примеров такого вакуума является вакуум Казимира, возникающий в тонких щелях и капиллярах размером (диаметром) до десятка нанометров (примерно в сто раз больше размеров типичного атома). Этот эффект можно также объяснить уменьшением количества виртуальных частиц в вакууме Казимира, которые подобно частицам сплошной среды замедляют распространение света. Вычисления, сделанные Шарнхорстом, говорят о превышении скорости света в вакууме Казимира по сравнению с обычным вакуумом на 10−22 % для щели шириной 1 нм. Превышение скорости света в вакууме Казимира по сравнению со скоростью света в обычном вакууме экспериментально пока не подтверждено из-за чрезвычайной сложности измерения данного эффекта.